# Harold K. Levering
Harold Keizer Levering (20 décembre 1894 - 15 septembre 1967) est un homme politique américain et membre républicain de l'Assemblée de l'État de Californie, représentant le district 60 de 1949 à 1963. Il est chef de la majorité de l'assemblée en 1953. Il donne son nom à la loi californienne de 1950 dite Levering Act, imposant la signature d'un serment de fidélité à l'ensemble des fonctionnaires californiens, dont le professorat universitaire.

## L'affaire duLevering Act

### Le serment de loyauté
Le nom de Harold Keizer Levering reste indissociable du Levering Act, loi californienne controversée de 1950 et contraignant les fonctionnaires de l'État à signer un serment de loyauté (loyalty oath). Mis en place sous une forme anticipée par Robert Gordon Sproul, président du système de l'université de Californie, le Levering Act déclenche le renvoi de 31 éminents professeurs, tels Ernst Kantorowic et Ludwig Edelstein, et enflamme la polémique dans les universités californiennes,

### Refus et renvois des universitaires
En réponse à la législation, la déclaration de la Fédération des enseignants de l’État de Californie en 1950 :

« Le serment Levering est en contradiction avec la Constitution des États Unis d'Amérique car il impose aux fonctionnaires un test politique pour l'emploi, les prive de l'égalité de protection devant la loi comme le garantit le XIVe amendement et les expose, par son ambiguïté, à l'auto-incrimination et au parjure. »

Le tumulte se répand dans les milieux universitaires du reste du pays : une lettre publique depuis l'Institute for Advanced Study à Princeton, dans le New Jersey, soit la côte Est des États-Unis, intervient en faveur de la liberté académique dans l'affaire qui ébranle la Californie. Parmi les signataires, on lit les noms de Robert Oppenheimer, Harold Cherniss, Albert Einstein, Erwin Panofsky... La lettre est distribuée et publiée à l'Université de Californie à Berkeley.

### Décisions des Cours suprêmes
En octobre 1952, le serment de loyauté de Berkeley est déclaré inconstitutionnel par la Cour suprême de Californie. L'université reçoit l'ordre de réintégrer, l'ensemble des professeurs congédiés. Dans l'affaire Tolman contre Underhill, la Cour suprême de Californie réintègre les professeurs d'université licenciés par l'université avant l'adoption de la loi pour avoir refusé de signer le serment exigé par les recteurs de l'université. Le tribunal estime que les recteurs ont outrepassé leur autorité en imposant le serment comme condition d'emploi. Les dix-huit enseignants dont le licenciement est remis en cause doivent toutefois prêter le serment requis par le Levering Act pour être réintégrés. L'affaire est portée par Stanley Weigel, un républicain, plus tard membre du comité national de l'ACLU et nommé (en 1962) par Kennedy à la magistrature fédérale.
En 1953, la Cour suprême des États-Unis refuse d'entendre l'appel de l'un des enseignants licenciés, le professeur Leonard T. Pockman du San Francisco State College. L'ordonnance rendue par le tribunal indique que l'affaire ne concerne aucune question fédérale substantielle.
En 1967, la Cour suprême de Californie juge, par 6 voix contre 1, que le Levering Act est inconstitutionnel,. Les poursuites intentées par des particuliers durent des années. Albert E. Monroe obtient la récupération de certains avantages perdus lors de son licenciement (en 1950) en 1972